# 二次創作
二次創作（にじそうさく）とは、原典となる創作物を利用して、独自の漫画、小説、フィギュアやポスター、カードなどの派生作品を二次的に創作することを指す。

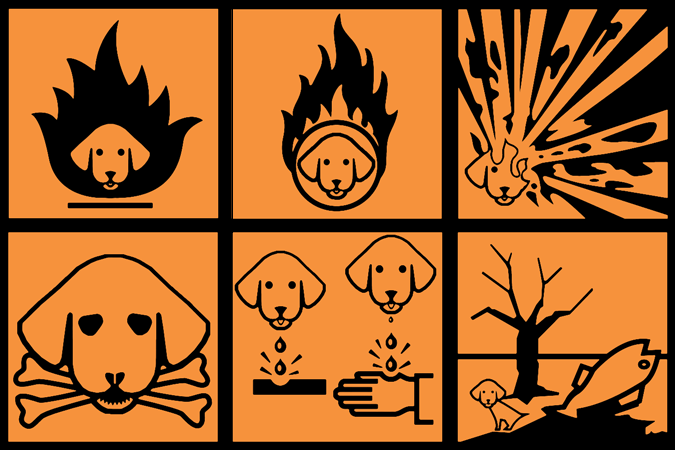
アンサイクロペディアで使用された、ハザードシンボルを二次創作したDog hazards symbols

## 定義
「二次創作」に広く受け入れられかつ厳密な定義は存在しない。一般に二次創作と呼ばれるものの例として以下が挙げられる。
- 商業漫画のキャラクターが原作と異なるストーリーで登場する漫画を、原著者と無関係な個人が描くこと（二次創作同人誌）
  - 同様に原著者が自身で描いた作品を対象に、出版などの権利関係が継続している場合は許可を取り、「原作とは全く関係ないと明示」した上で描いた創作物。
- 既存のJ-POP楽曲を独自に和風アレンジすること（c.f. 編曲、リミックス）
- ゲームに登場する3Dキャラクターの個人による模倣3Dモデルの製作（例: 二次創作MMDモデル）
- キャラクター設定があるコンテンツの内、その一部を使用したり、または創作者間で作り上げた設定で創作すること。
  - キャラクターの権利を保有する団体側が同様に、「公式二次創作」という体で基幹設定に干渉しないように前置きしたコンテンツ展開をすることもある。

このように創作の元となる一次作品（原作）を持つことが共通項として挙げられる。しかし原作があっても「イラストのごく一部の色彩を少しだけ変えたもの」や「漫画を勝手にpdfとして電子形態に変えただけのもの」のような、派生と感じられないものは二次創作とは呼ばれない（侵害コンテンツ）。
一方で原作があり派生をしている場合でも、俗称として「公式作品」と呼ばれるような「商業漫画の公式アニメ化」や「原曲作家とコラボレーションしたアレンジ曲の作成」は二次創作とは呼称されない傾向にある。
すなわち、一次作品（原作）が存在しそれを独創的に発展させたものでかつ原作者による監修を受けていないもの、が大まかに二次創作と呼ばれている。原作者による監修を受ける公式アニメ化作品等はメディアミックスと呼ばれる。また多少の改変はおこなってもほぼ原作そのものであるものはデッドコピー・海賊版と呼ばれる。
「二次的著作物」は著作権法に定められた用語であり、二次創作とは異なる概念である。例えば「漫画原作の公式アニメ化作品」は漫画を原著作物とする二次的著作物であるが、一方でこれは二次創作とは通常呼ばれない。

## 著作権法上の位置づけ
- 著作権法は、この節で条数のみ記載する。

著作権者の許諾を得ていない場合を仮定して、二次創作を行った場合、次の著作権侵害となる可能性がある。
- 複製権（21条。著作物を複製する権利）
- 翻案権（27条。二次的著作物を作成する権利。二次利用権・改作利用権とも）
- 同一性保持権（20条。著作物の改変を禁止する権利。この場合は著作者人格権の侵害）

原作の絵や構図についてトレース、機械によるコピーなどを行っている、いわゆる「パクリ同人誌」は1に該当すると思われる。コラージュなどもこれに該当することとなる。また、表現上の本質的な特徴の同一性を維持しつつ新たな著作物を創作する行為は翻案とみなされ、原作の表現上の本質的な特徴が感得されることが侵害の要件となる。表現上の創作性がない部分において、既存の著作物と同一性を有するにすぎない場合には、翻案には当たらない。
具体的表現から離れ抽象概念として存在するキャラクターの著作物性は最高裁の判示で否定されている。しかし、キャラクターを表した絵は「美術の著作物」に該当し、絵画の模写は著作権法上の複製に含まれるが、細部まで一致することを要するものではなく、その特徴から当該登場人物を描いたものであることを知り得る絵を描いた場合は原作の絵の複製権の侵害とされる。一方、媒体が文章である場合はキャラクターの性格や設定を利用しても著作権の侵害にあたらないとされる。ただし、前述の最高裁の判示では登場人物の名称、役割、発想、設定、容貌、性格等の特徴を同じくし、これに新たな筋書を付する行為を翻案としている。

## 二次創作の現状と問題
主に同人誌などにおける二次創作は権利者の許可なくしては販売が行えず著作権法違反となる可能性があるものの、一般的に許諾を取ることは行われていないとされる。
しかし、著作権者が二次創作について刑事告訴ないし民事訴訟を行うことは極めて少ない。これについては
- 発行部数が少なく、社会的影響が弱い。
- もとの著作物への好意をもとにしたファン活動の一環なので、完全否定しにくい。
- もとの著作物の宣伝になる可能性がある。

といった理由が指摘されている。
また、民法上での損害賠償の扱いは実損害分しか賠償されず、そのため著作権者が訴えるほどに赤字になる可能性があり、訴訟とならないことが多い。

### 裁判になった例
キャラクターグッズなどを無断複製して販売して、著作権侵害として逮捕されるケースが数多い。その他、以下のように、もともとのキャラクターのイメージを棄損する場合も逮捕や賠償が命令される。
- サザエさんのパロディ漫画 - 原作者である長谷川町子が、作品の出来が悪いことや内容に悪意を感じ名誉毀損されたとして訴え、罰金50万円の支払いと謝罪広告の掲載で示談となった[15][16]。
- ときめきメモリアル・アダルトアニメ映画化事件 - 著作者人格権侵害として高額の賠償が認められた。また、平成28年にも高額の賠償が命じられている[17]。
- カエルのペペ - 人種差別やオルタナ右翼の象徴としてインターネット・ミームとなった。いくつかは、ボランティアの弁護士によって著作権法違反として削除された。

### 許諾と黙認
著作権者の許諾（63条）があれば、許諾の範囲内で二次創作を行う限りにおいて著作権侵害となることはない。公式サイトなどで、頒布方法や性表現の有無など一定の条件において二次創作を認めるガイドラインの提示を行っている法人や個人の著作権者もおり、ガイドラインに従って権利者に認められた範囲内で利用する場合は侵害にはならない。個々に許諾申請を求める者もおり、許諾の条件として金銭を求める場合もある。クリエイターの収入に関する問題にも絡むことがあり、二次創作を広く認める立場であっても、何らかの利益の還元を必要とする意見がある。このように著作権については様々な立場や考えなどがある。
このような具体的な許諾を受けていなくても、著作権者が二次創作を法的手段で規制しようとせず、黙認の姿勢を示すことがある。また、一部の出版社は公式ウェブサイトにおいて二次創作を含む著作物使用が著作権侵害にあたることを明記しつつ、Twitterなどにおいて健全なファン活動は規制しないと説明している。
また、古典作品などをはじめとしたパブリックドメインに属する著作物など著作権フリーの物は、権利を保持する者がいないため許諾を求めることもできず、許諾を必要としない。ただし著作者人格権については著作者が存しなくなった後においても侵害となるべき行為をしてはならない（60条）。

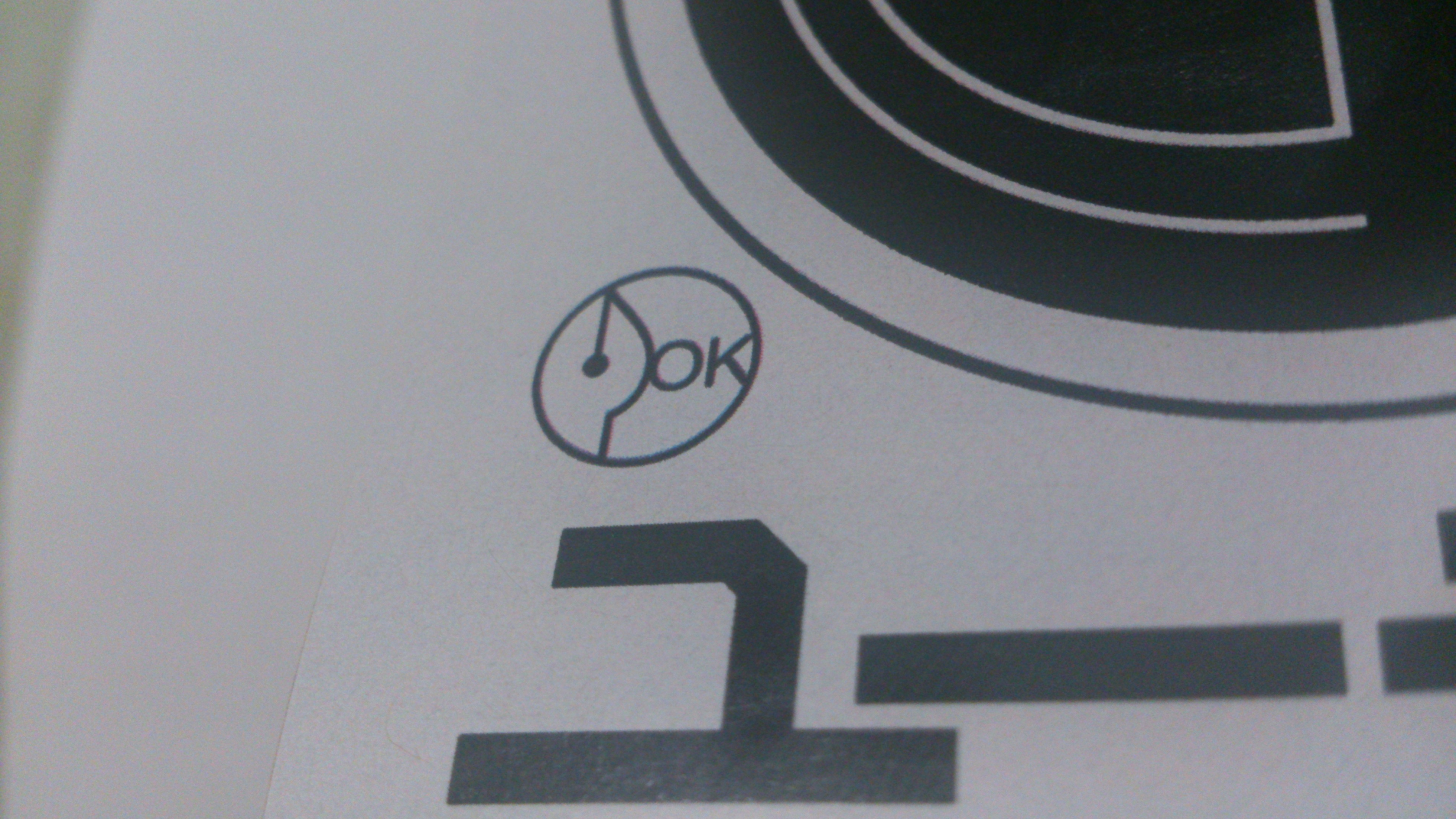
赤松健の漫画作品UQ HOLDER!のタイトルロゴの左下に配置された同人マーク。本作が初の採用例

2013年、二次創作同人誌作成や同人誌即売会での無断配布を有償・無償問わず原作者が許可する意思を示すための同人マークという新たなライセンスがコモンズスフィアによって公開された。これは環太平洋戦略的経済連携協定 (TPP) 交渉で著作権侵害が非親告罪化される可能性が言及され、実際に非親告罪化された場合に第三者による告発などで権利者が黙認したいケースでも訴訟に発展するなどの事態を防ぐことを目的に漫画家の赤松健が発案したライセンスであり、赤松自身の漫画作品で『週刊少年マガジン』2013年39号（同年8月28日発売）より連載開始のUQ HOLDER!で採用されている。
2018年には「TPP関連法案国会審議」に基づく同法の改正案が可決成立し、非親告罪化規定が、TPP11協定発効日である2018年（平成30年）12月30日から施行される事が決定した。弁理士氏の大沼加寿子は、二次創作作品をコミックマーケット等で販売する行為は「対価を得る目的」「原作のまま」「権利者の利益が不当に害される」という要件を満たさない場合が多いことから、対象にならない可能性が高いとしている。二次創作作品をブログに投稿する行為も「原作のまま」ではないため、非親告罪の対象にならないとしている。
例外だが、CardWirthなど一部のコンピューターゲームは二次創作が存在しなければ作品そのものが正常に機能する事が無い。

### ライセンス
二次創作の健全な活発化を目的として
、原著作権者（原作権利者）によって二次創作作品の利用に関するライセンス（利用規約）・ガイドラインがしばしば設定される
。
これらのライセンスでは利用者に対し二次創作作品の利用を一定の範囲内で非独占的に許諾することが多い。具体的には例えば、二次創作者に対して自身による二次創作作品の作成（翻案権, 27条）、複製（複製権, 21条）、公開（4条）を許諾し、また二次創作作品のタイトル・解説における原著作物名称の利用（商標権・不正競争防止法1号・2号）の許諾がおこなわれる。

## 例
公式による
- アンソロジーコミック
- スター・システム (小説・アニメ・漫画)

第三者による
- ファン・フィクション
- 小説家になろう
- 替え歌
- ファスト映画

政治利用された例
- とっとこハム太郎 - タイの学生による反政府デモに若年層の支持獲得を狙って利用された[33]。
- クレヨンしんちゃん - カタルーニャ独立運動[34]